# Comportamiento deimático

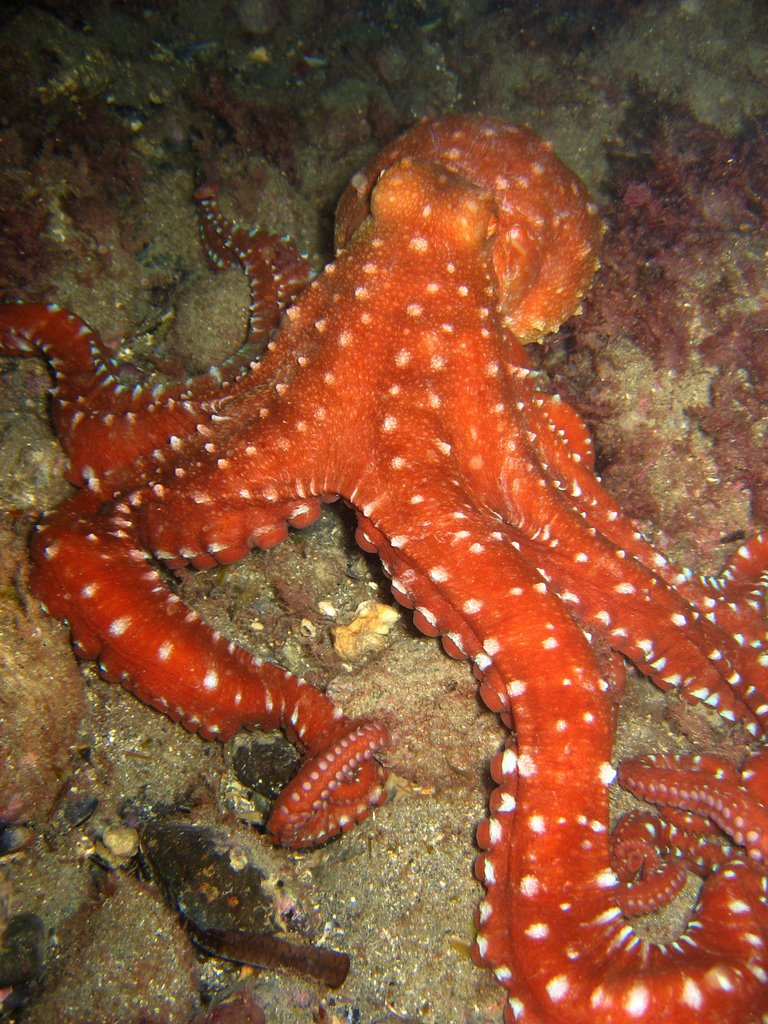
Demostración deimática: cuando se le perturba, Octopus macropus genera un color rojo pardo con manchas blancas.

El comportamiento deimático en animales incluye cualquier patrón de comportamiento amenazador o alarmante, tal como mostrar ocelos llamativos con el fin de ahuyentar o distraer momentáneamente a un depredador, dándole a la presa una oportunidad de escapar.
Las demostraciones deimáticas, dimánticas o exhibiciones amenazadoras ocurren en una gran variedad de grupos animales incluyendo a las  polillas y mariposas, mantis y fásmidos entre los insectos. Entre los cefalópodos estas conductas ocurren en diferentes especies de pulpos, calamares, sepias y nautilus de papel.
Las demostraciones se clasifican como deimáticas o aposemáticas según la respuesta del animal que la observa. Si los depredadores se sobresaltan al principio pero aprenden a comer la presa que hace la demostración, el comportamiento se clasifica como deimático, y se infiera que la presa estaba haciendo un engaño; si los depredadores continúan evitando a la presa después de probarla, el comportamiento se clasifica como aposemático, lo que significa que la presa realmente tiene un sabor desagradable. Sin embargo, estas categorías no son mutuamente excluyentes del todo. Es posible que un comportamiento sea deimático y aposemático a la vez si sobresalta al depredador e indica la presencia de adaptaciones contra la depredación.
Los vertebrados, incluyendo varias especies de rana, hacen exhibiciones de advertencia; algunas de estas especies tienen glándulas venenosas. Entre los mamíferos, las demostraciones deimáticas se encuentran en especies con defensas fuertes, tales como en las mofetas malolientes y los puercoespines. Tales demostraciones se combinan a menudo con una coloración de advertencia. De modo que estos comportamientos tanto en ranas como en mamíferos son parcialmente aposemáticos al menos.

## En insectos

Las exhibiciones amenazadoras no siempre son engaños. Algunos insectos palo rocían el monoterpenoide dolicodial cuando son atacados.

Las demostraciones deimáticas son utilizadas por insectos como las mantis religiosas (Mantidae) e insectos palo (Phasmatodea). Cuando no se les perturba, estos insectos están generalmente bien mimetizados. Cuando un depredador potencial los molesta, súbitamente revelan sus alas traseras de colores brillantes. En las mantis la exhibición de las alas a veces se refuerza mostrando sus patas delanteras de colores brillantes y acompañándola de un silbido fuerte producido por estridulación. Por ejemplo, los saltamontes Phymateus muestran áreas rojas y amarillas en las alas traseras; también es una conducta aposemática dado que su tórax produce una secreción de mal gusto. Del mismo modo, la exhibición amenazadora del fásmido bastón (Peruphasma schultei) no es un engaño: el insecto rocía compuestos defensivos monoterpenoides como el dolicoidal contra los atacantes.
Entre las polillas con comportamientos deimáticos, la esfinge ocelada (Smerinthus ocellata) muestra las grandes manchas oculares en sus alas, moviéndolas lentamente como si fuera un depredador vertebrado como un búho. Entre las mariposas, la mariposa pavo real (Inachis io) hace cripsis con las hojas cuando tiene las alas cerradas, pero muestra 4 ocelos visibles cuando se les molesta, en un despliegue eficaz contra las aves insectívoras.
Un experimento realizado por el zoólogo australiano A.D. Blest demostró que cuanto más se pareciera un ocelo al verdadero ojo de un vertebrado en color y patrón, sería más efectivo en ahuyentar a las aves insectívoras. En otro experimento con mariposas pavo real, Blest demostró que cuando se removían los llamativos ocelos, las aves insectívoras (escribanos amarillos) se espantaban con menor eficacia. Entonces, tanto la repentina aparición de color como el patrón realista del ocelo, contribuyen a la eficacia de la demostración deimática.
Muchos nóctuidos, como la catocala nupcial (Catocala nupta), hacen cripsis en reposo pero muestran un destello de colores brillantes cuando se les molesta.
Muchas polillas de la familia Arctiidae hacen clics cuando son presas de murciélagos con ecolocalización; también a menudo contienen productos químicos desagradables. Algunas especies, como las polillas tigre adelfas (Cycnia tenera) tienen oídos y coloración llamativos, y empiezan a hacer clics cuando se acercan los murciélagos con ecolocalización. Un experimento realizados por los zoólogos canadienses John M. Ratcliffe y James H. Fullard, utilizando polillas tigre adelfas y murciélagos norteños de orejas largas (Myotis septentrionalis), sugiere que las señales de hecho perturban la ecolocalización y advierten acerca de sus defensas químicas. Por tanto, el comportamiento de estos insectos es tanto deimático como aposemático.

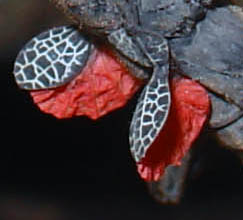
Muestra deimática del fásmido Peruphasma schultei.
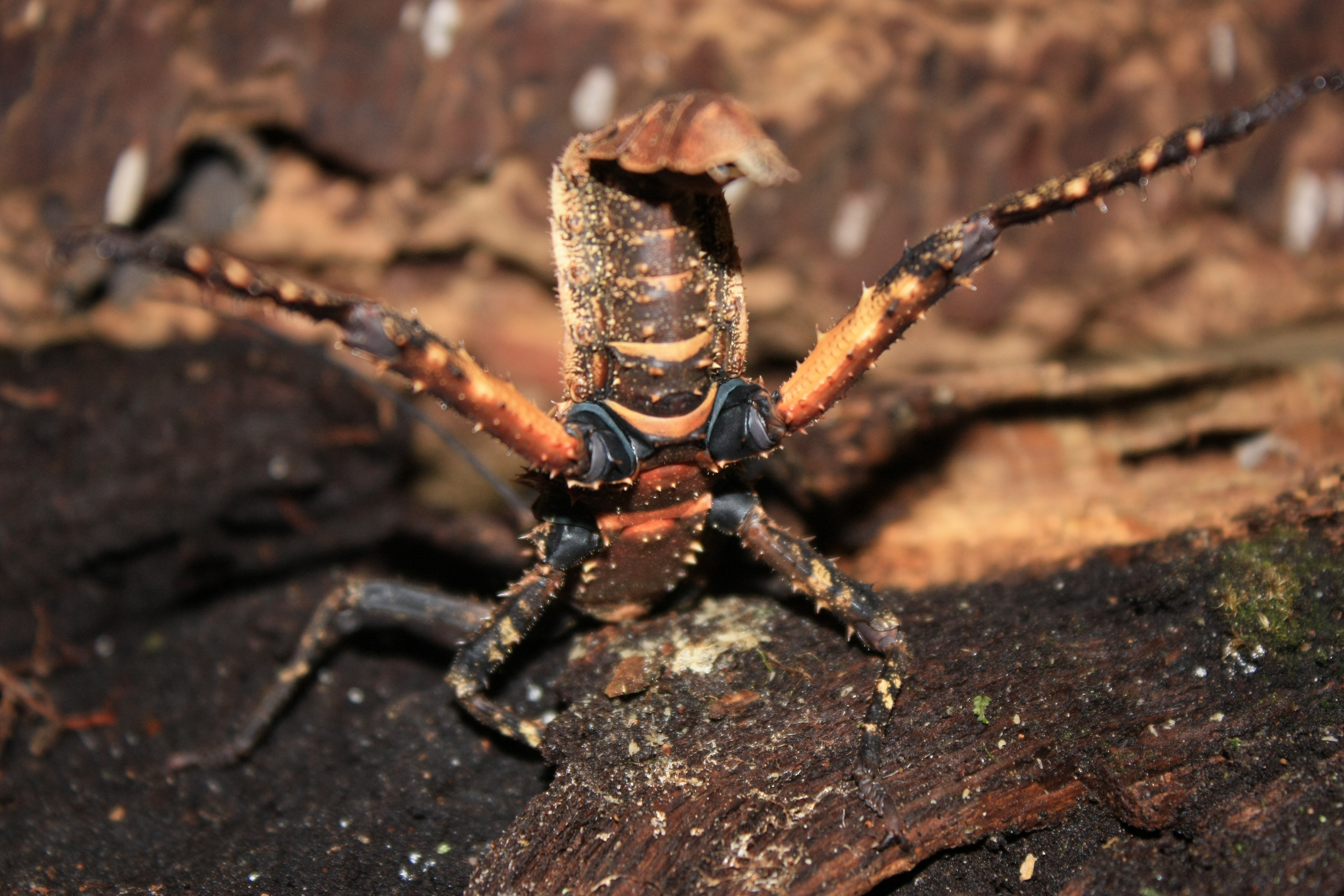
Postura amenazadora el fásmido Haaniella dehaanii.
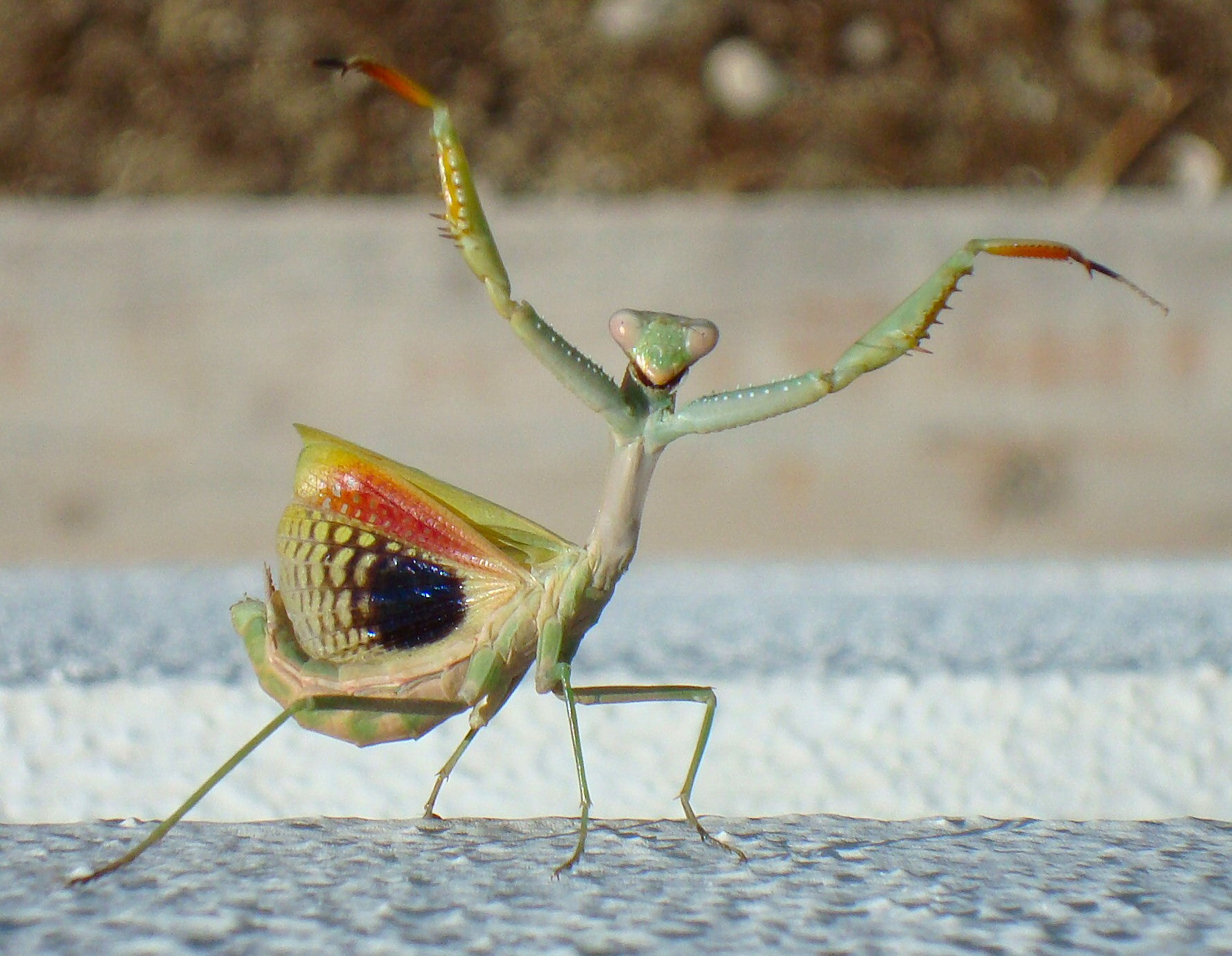
Una mantis mediterránea adulta, Iris oratoria, en postura amenazadora.
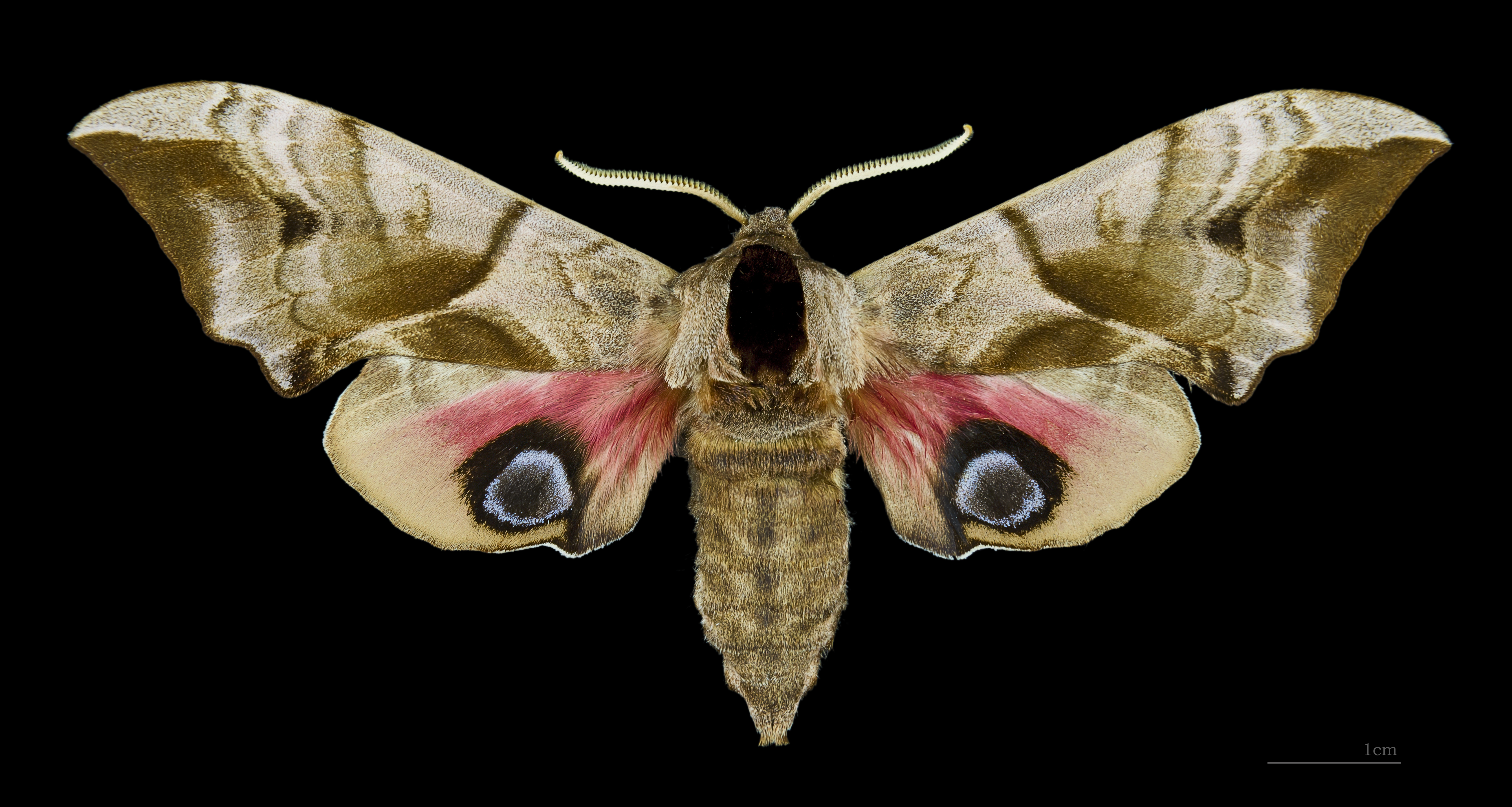
Una esfinge ocelada, Smerinthus ocellata, montada para mostrar las grandes manchas oculares.
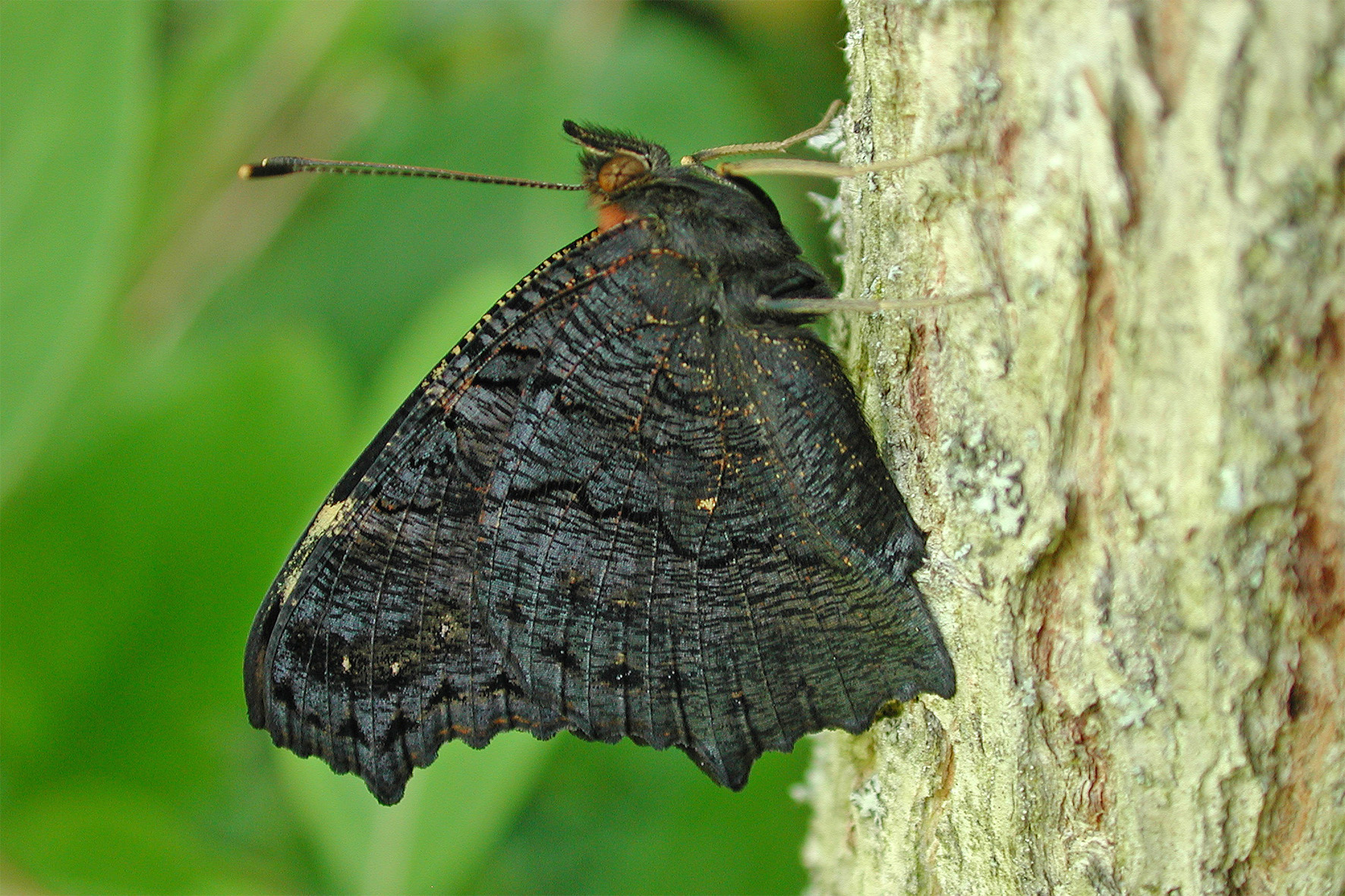
La mariposa pavo real, Inachis io, hace mimetismo críptico cuando sus alas están cerradas.
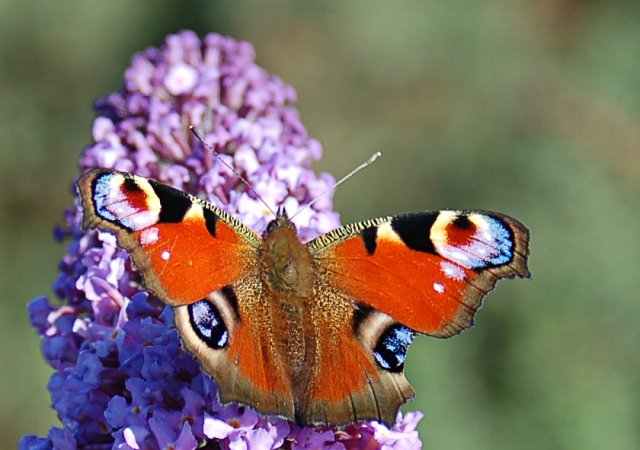
La mariposa pavo real muestra sus ocelos.
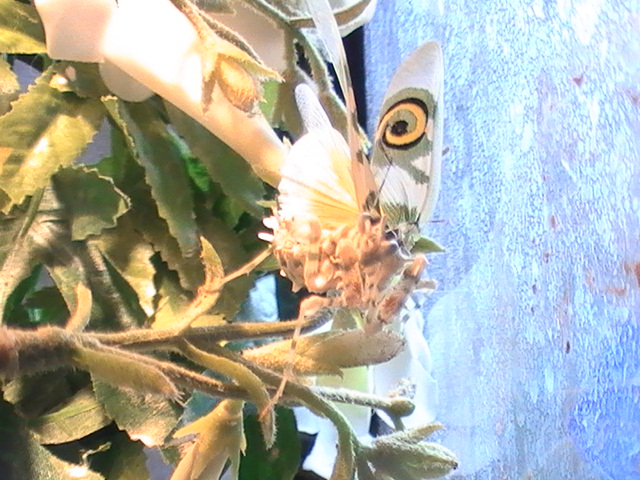
Pseudocreobotra wahlbergii moviendo sus alas en postura deimática.
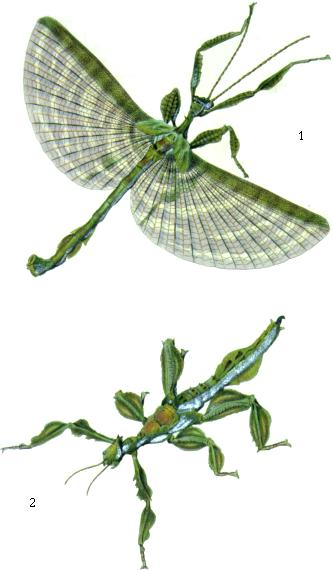
Una ilustración de 1833 por George Robert Gray de un fásmido, mostrando su postura de cripsis y la exhibición dramática de sus alas.

## En arácnidos
Tanto las arañas como los escorpiones son venenosos, por lo que sus exhibiciones amenazadoras pueden ser considerados aposemáticas por lo general. Sin embargo, algunos depredadores como los erizos y las avispas cazadoras de arañas (Pompilidae) cazan arácnidos de manera activa y pueden superar sus defensas, por lo que cuando un erizo se sobresalta, por ejemplo, por los sonidos hechos por un escorpión, esta demostración podría clasificarse como deimática.
Las arañas hacen uso de una variedad de diferentes exhibiciones amenazadoras. Algunas, como Argiope y Pholcidae, hacen vibrar rápidamente sus telarañas y a ellas mismas cuando se les molesta; ésta táctica desdibuja su silueta y es posible que las haga parecer más grandes, así como más difíciles de localizar con precisión para un ataque. Arañas de la familia Mygalomorphae como las tarántulas exhiben un comportamiento deimático; cuando se ven amenazadas, las arañas se levantan con sus patas y pedipalpos extendidos hacia adelante y muestran sus colmillos. Algunas especies, como la peligrosa tarántula de árbol india (Poecilotheria regalis), poseen colores brillantes en las patas delanteras y en las piezas bucales que se muestran en las exhibiciones amenazadoras cuando "se levantan sobre sus patas traseras y blanden las extremidades delanteras y palpos en el aire".
Los escorpiones realizan exhibiciones amenazadoras: cuando se le provoca, abren sus pinzas y en algunos casos levantan su abdomen, alzan su cola casi verticalmente con el aguijón listo para su uso inmediato. Además, algunos escorpiones producen ruidos deimáticos estridulando con los pedipalpos con el primer par de patas.

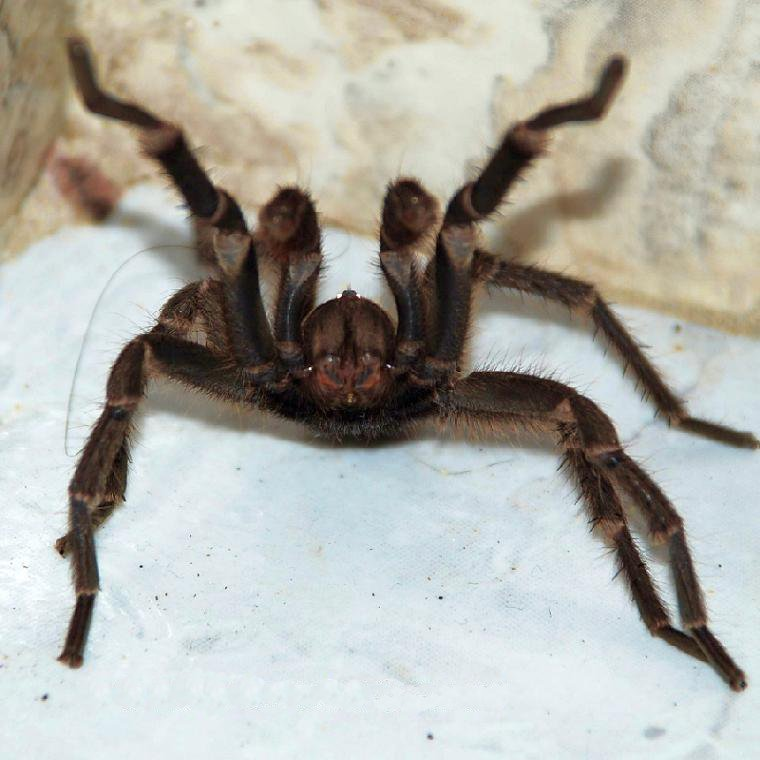
Una tarántula brasileña haciendo una exhibición amenazadora.
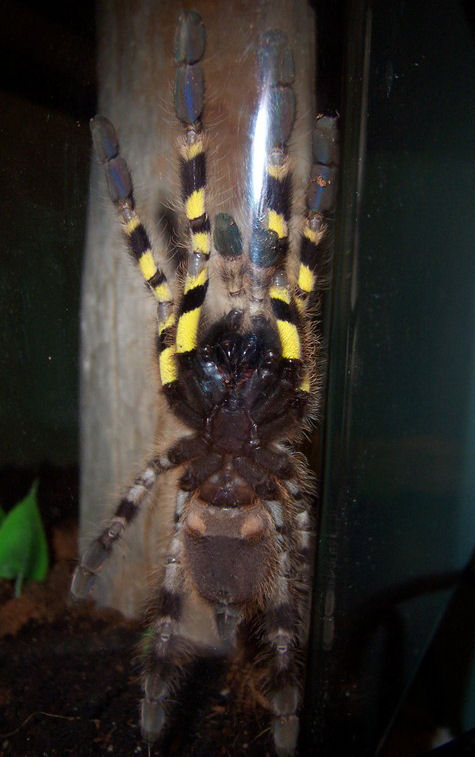
Toma ventral de una araña Poecilotheria regalis, mostrando el colorido amarillo en las patas delanteras usado en demostraciones deimáticas.

## En cefalópodos
El comportamiento deimático se encuentra en los cefalópodos incluyendo a la sepia común (Sepia officinalis), calamares como el calamar manopla caribeño (Sepioteuthis sepioidea) y el calamar manopla de arrecife (Sepioteuthis lessoniana), pulpos como el pulpo común (Octopus vulgaris) y el pulpo patudo (Octopus macropus), y los nautilus de papel (Argonauta). Las demostraciones deimáticas de los cefalópodos implican la muestra repentina de franjas, reforzándolas a menudo estirando los tentáculos, las aletas o la membrana del animal para verse tan grande y amenazador como sea posible.
Por ejemplo, en la sepia común la demostración consiste en aplanar el cuerpo, palidecer la piel, mostrar un par de ocelos en el manto, anillos oculares oscuros, una línea oscura en las aletas y la dilatación de las pupilas de los ojos. Similarmente, el pulpo común exhibe una piel pálida y anillos oculares con dilatación de las pupilas, pero también enrosca sus brazos y extiende lo más posible la membrana entre los tentáculos y lanza chorros de agua. Otros pulpos como el pulpo patudo se tornan de color rojo marrón brillante con manchas blancas ovaladas en una demostración de alto contraste. El nautilus de papel cambia de aspecto rápidamente: saca súbitamente la brillante membrana iridiscente entre su primer par de tentáculos desde su caparazón.

## En vertebrados

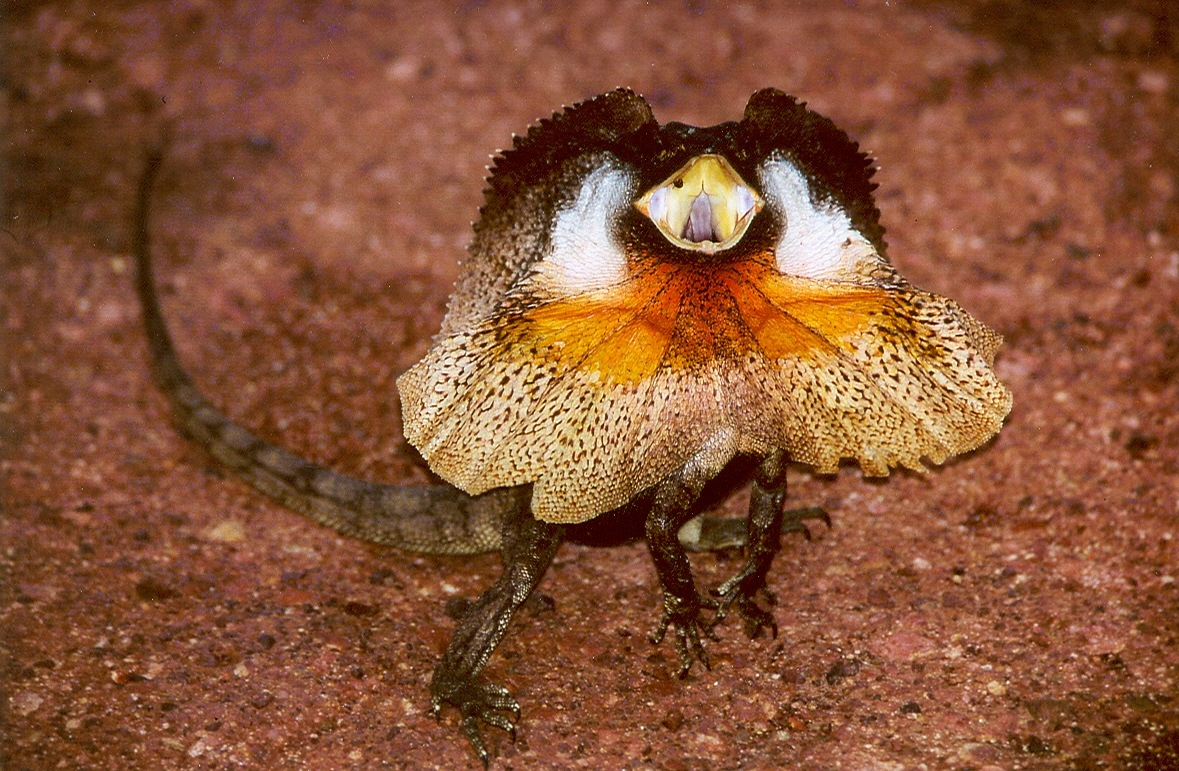
El clamidosaurio enfrenta a sus depredadores mostrándose más grande al extender su collar de piel, alzando el cuerpo y moviendo la cola.

Entre los vertebrados el clamidosaurio australiano (Chlamydosaurus kingii) tiene una demostración sorprendente en la que extiende los anchos pliegues de piel a cada lado de la cabeza, abre la boca ampliamente exponiendo la garganta; mueve la cola y alza el cuerpo, de modo que el animal parezca tan grande y amenazador como sea posible.
Las ranas como Physalaemus nattereri, Physalaemus deimaticus y Pleurodema brachyops tienen comportamiento deimático. Estos animales se inflan con aire y levantan sus partes traseras para aparecer lo más grandes posible, y muestran marcas y manchas oculares de colores brillantes para intimidar a los depredadores. Siete especies de ranas del género Pleurodema tienen glándulas lumbares (haciendo que los animales tengan mal sabor); por lo general estas glándulas se contrastan fuertemente contra el negro como una advertencia más.
Las demostraciones no engañosas (aposemáticas) ocurren en los mamíferos que poseen defensas poderosas como espinas o glándulas odoríferas, y que habitualmente sirven de advertencia a los depredadores potenciales en lugar de intentar escapar corriendo. El tenrec listado (Hemicentetes semispinosus) levanta las espinas en su cabeza y dorso cuando se enfrenta a un depredador, y mueve la cabeza de arriba abajo. Los puercoespines como Erethizon erigen sus largas púas afiladas y adoptan una postura encorvada con la cabeza hacia abajo cuando un depredador está cerca. La mofeta moteada (Spilogale putorius) se balancea sobre las patas delanteras con su cuerpo levantado verticalmente exponiendo su llamativo patrón de pelaje y con la cola (cerca de las glándulas odoríferas) alzada y extendida.

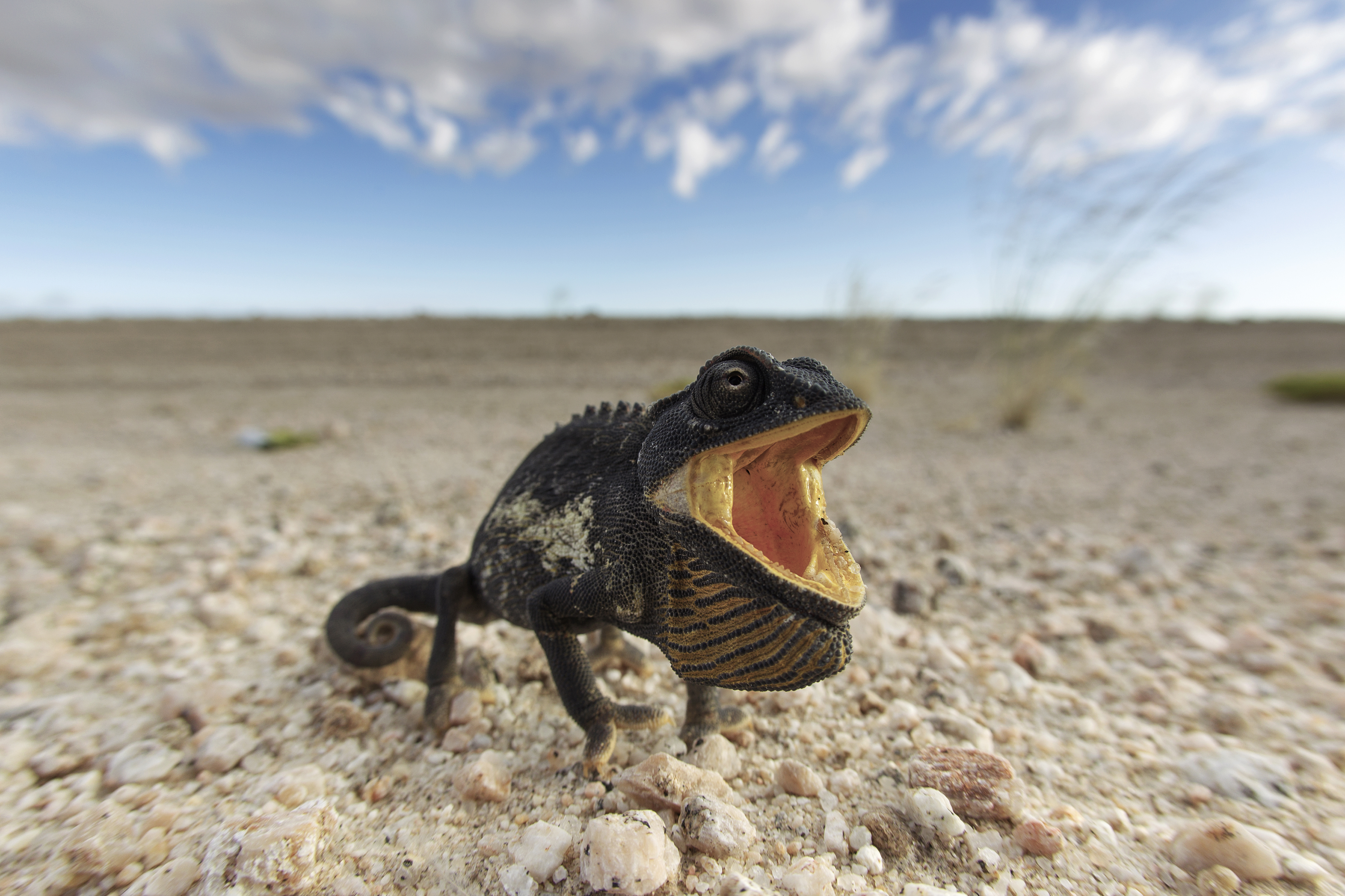
Un camaleón de Namaqua (Chamaeleo namaquensis) haciendo una exhibición amenazadora con su papada.
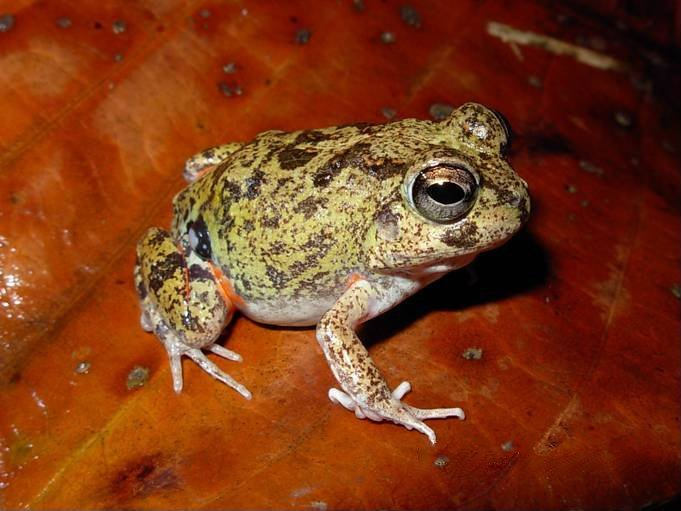
Rana colombiana de cuatro ojos (Pleurodema brachyops).
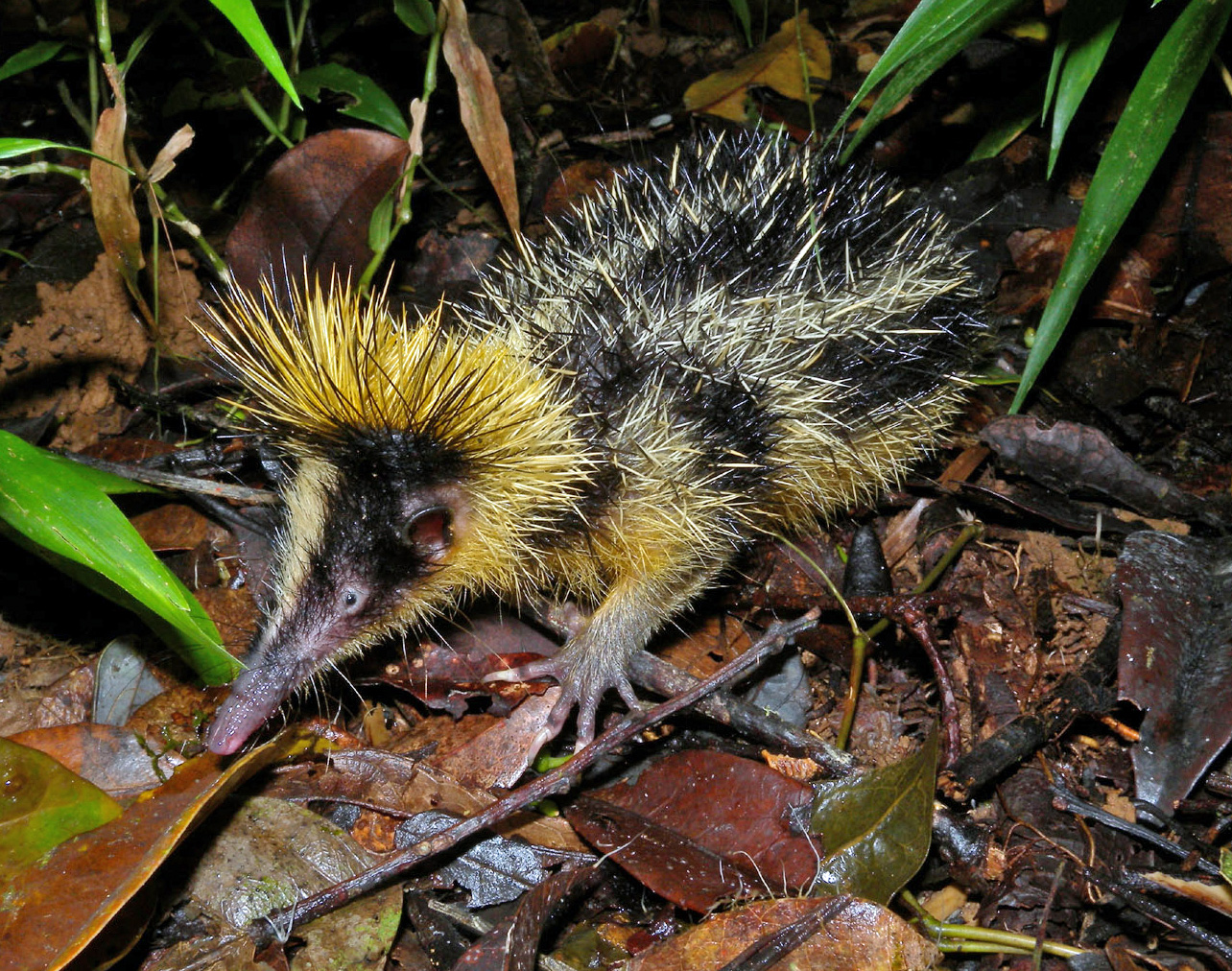
El tenrec listado de tierras bajas (Hemicentetes semispinosus) levanta las espinas de su cuerpo y cabeza cuando se siente amenazado.
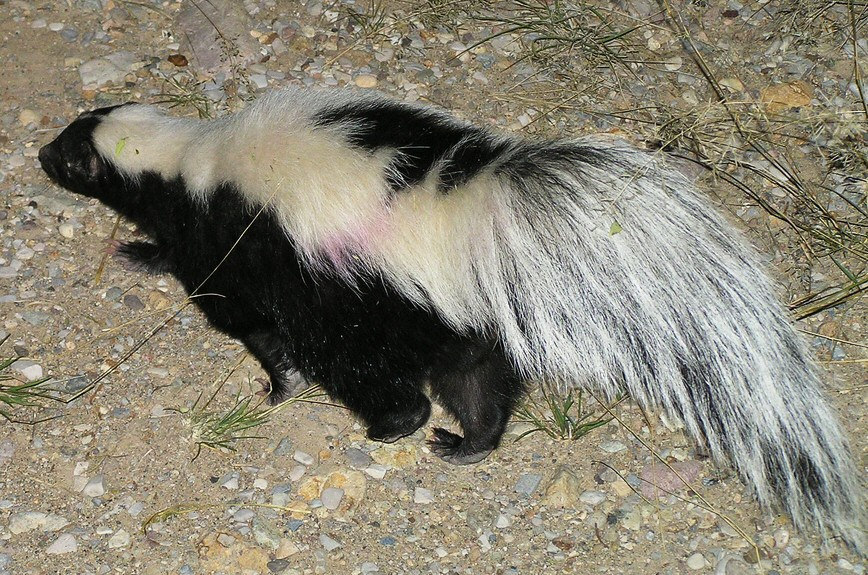
La mofeta rayada (Mephitis mephitis) muestra prominentes franjas blancas que contrastan con el pelaje negro y alza la cola para demostrar la presencia de glándulas anales.
El gato doméstico (Felis silvestris catus) bufa, muestra los dientes, arquea la espalda y eriza el pelaje para parecer más grande y amenazador.

## ¿Comportamiento deimático o aposematismo?
.

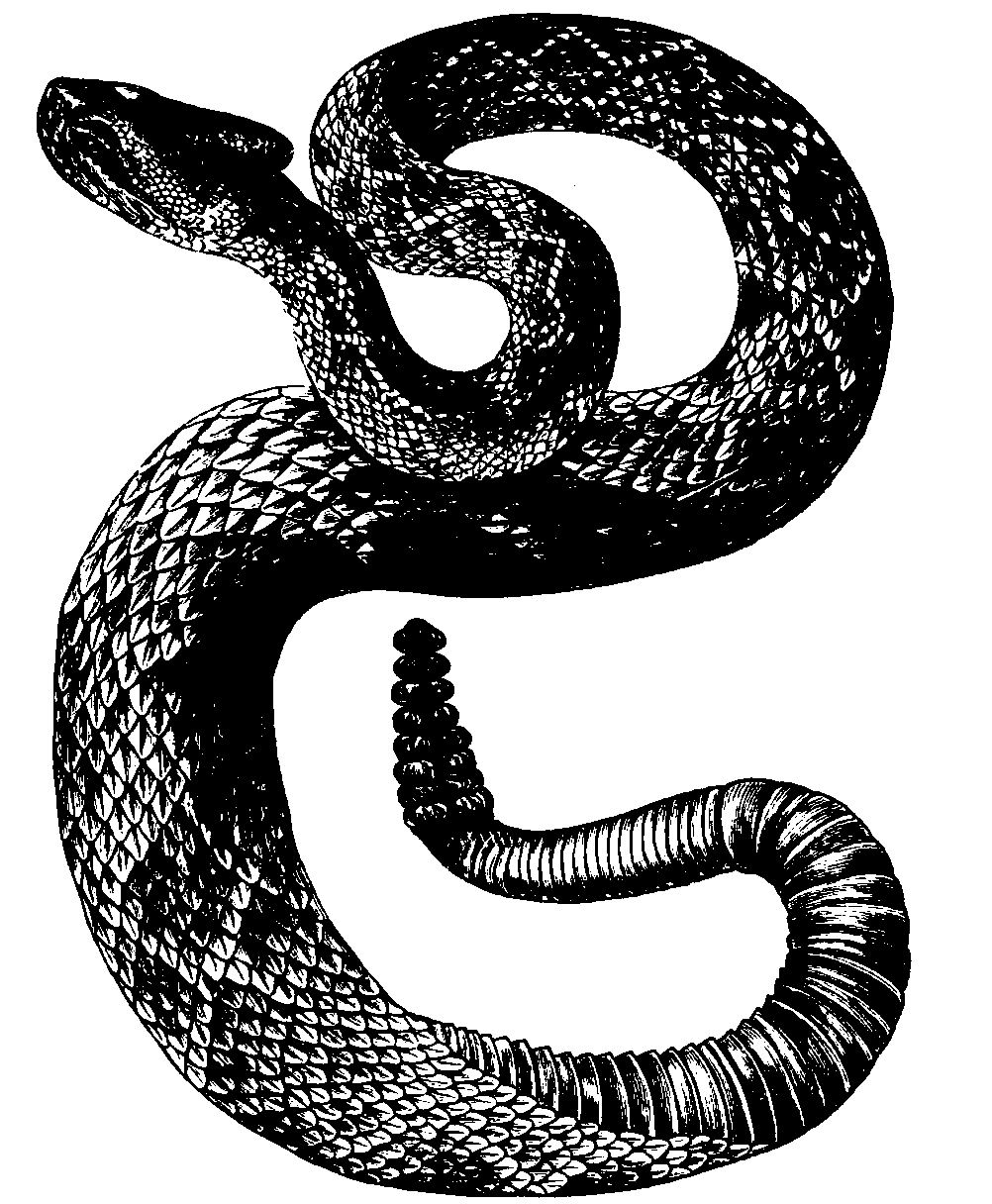
Un crótalo alzando su cola con cascabel. Ilustración de George J. Mivart en Sobre el génesis de las especies, 1871

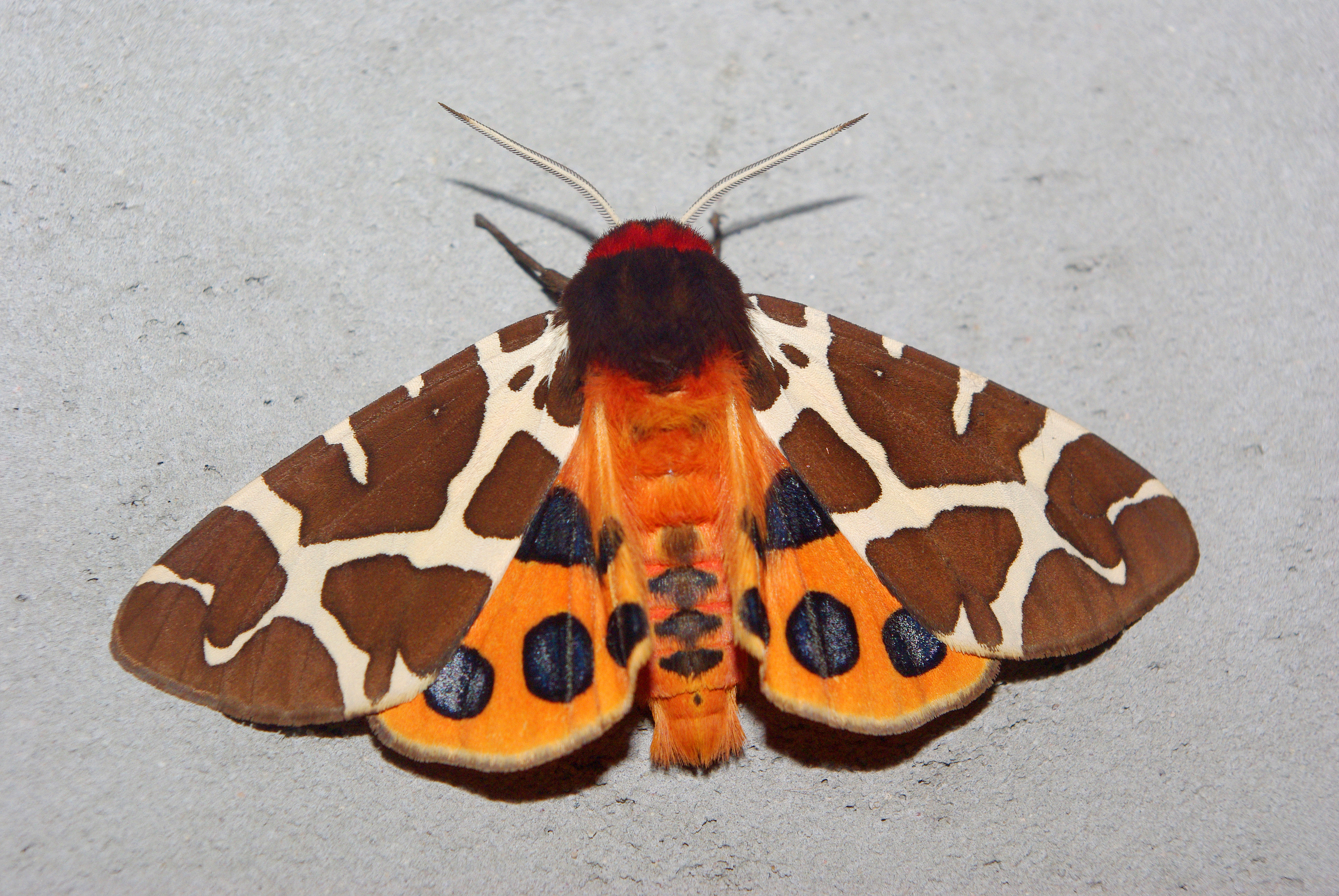
La gitana (Arctia caja) muestra un patrón alarmante de manchas negras sobre un fondo rojo-anaranjado en las alas traseras. Este insecto tiene un sabor amargo, por lo que el patró podría ser aposemático.

En un estudio sobre el ruido hecho por las serpientes de cascabel de diferentes especies, los zoólogos canadienses Brock Fenton y Lawrence Licht encontraron que los sonidos son siempre similares: tienen un inicio rápido (comenzando súbitamente y llegando a todo volumen en unos pocos milisegundos); que consisten en una mezcla de "banda ancha" de frecuencias de entre 2 kHz y 20 kHz, con poca energía en el rango ultrasónico (por encima de 20 kHz) o en el rango de audición las serpientes de cascabel (por debajo de 700 Hz); y las frecuencias no cambian mucho con el tiempo (el ruido después de 2 minutos tuvo un espectro similar al de la primera perturbación). No hubo una diferencia clara en los sonidos emitidos por las diferentes especies estudiadas: Crotalus horridus, Crotalus adamanteus, Crotalus atrox, Crotalus cerastes, Crotalus viridis y Sistrurus catenatus. Este modelo implica que el cascabeleo "podría servir como un mecanismo general para captar la atención" que "está diseñado como una demostración deimática o para sobresaltar". Su similitud con la "sonidos ásperos de banda ancha" utilizados como llamadas de alerta por las aves y los mamíferos pueden mejorar su eficacia. Dado que las serpientes de cascabel apenas pueden percibir el sonido, es poco probable que sirva como forma de comunicación con otras serpientes de la misma especie. Por último, los sonidos no son lo suficientemente fuertes por sí mismos como para causar dolor y por tanto no pueden mantener alejados a los depredadores.
Fenton y Licht notaron que el efecto del ruido de una serpiente de cascabel podría ser deimático (sobresalto) para los animales sin experiencia en caso de que los depredadores o animales grandes pisen y lesionen a la serpiente, pero es una conducta aposemática (una señal de advertencia) contra animales conscientes del significado del cascabeleo. Hacen referencia al trabajo de Fenton y su colega David Bates acerca de las respuestas murciélago moreno (Eptesicus fuscus) a los clics defensivos realizadas por las polillas de la familia Arctiidae, que incluye a la gitana (Arctia caja). Esta familia incluye polillas grandes, peludas, con sabor amargo o venenosas. Encontraron que aunque los sonidos pueden asustar a los murciélagos sin experiencia, después de algunos intentos, los murciélagos ignoraron los sonidos si la presa era comestible; pero los mismos sonidos pueden advertir a los murciélagos con experiencia que la presa tiene sabor amargo (una señal honesta).